# Butadién
A butadién vagy pontosabban buta-1,3-dién egy szerves vegyület, a legegyszerűbb nyílt láncú konjugált dién. Létezik egy izomerje, a buta-1,2-dién. Színtelen gáz, könnyen cseppfolyósítható. Vízben gyakorlatilag oldhatatlan, de jól oldódik etanolban és dietil-éterben.

## Szerkezete
A butadién szerkezeti képletében a kétszeres kötésként jelölt kötések hossza 137 pm, ez valamivel több, mint a szén-szén kétszeres kötések szokásos kötéshossza (133 pm). Az egyszeres kötésként jelölt kötés hossza viszont rövidebb a szokásosnál (147 pm 154 pm helyett). Ez azzal magyarázható, hogy a kettős kötések π-elektronpárjai delokalizálódnak.

## Kémiai tulajdonságai
A butadién könnyen polimerizálódik. A polimerizációját különböző katalizátorok segítik elő. Ekkor egy, a kaucsukhoz hasonló tulajdonságú termék keletkezik. Katalizátor jelenlétében hidrogénnel telíthető. Brómmal addíciós reakcióba lép. Lehetőség van úgynevezett részleges telítésre is, ekkor kétféle termék keletkezhet, 3,4-dibrómbut-1-én és 1,4-dibrómbut-2-én.

## Előállítása
Főként a kőolajban található szénhidrogénekből állítják elő krakkolással. Előállítására más módszerek is léteznek. Például a Lebegyev-féle eljárás szerint etanolból állítják elő. Ezt katalizátor jelenlétében magas hőmérsékletre hevítik, ekkor hidrogén- és vízvesztéssel butadiénné alakul.
{\displaystyle \mathrm {2\ CH_{3}{-}CH_{2}{-}OH\rightarrow CH_{2}{=}CH{-}CH{=}CH_{2}+2\ H_{2}O+H_{2}} }

## Felhasználása
Főként műkaucsuk gyártására használják fel. Emellett a kloroprént is butadiénből állítják elő, ez a vegyület szintén műkaucsuk gyártására szolgál. Az adiponitril (fontos műanyagipari alapanyag) gyártása is butadiénből indul ki.